# Doloplastus monticola
Doloplastus monticola är en tvåvingeart som beskrevs av Frederick Askew Skuse 1889. Doloplastus monticola ingår i släktet Doloplastus och familjen fjädermyggor. Inga underarter finns listade i Catalogue of Life.